# Pinalia amica
Pinalia amica es una especie de orquídea epifita originaria del Sudeste de Asia. 

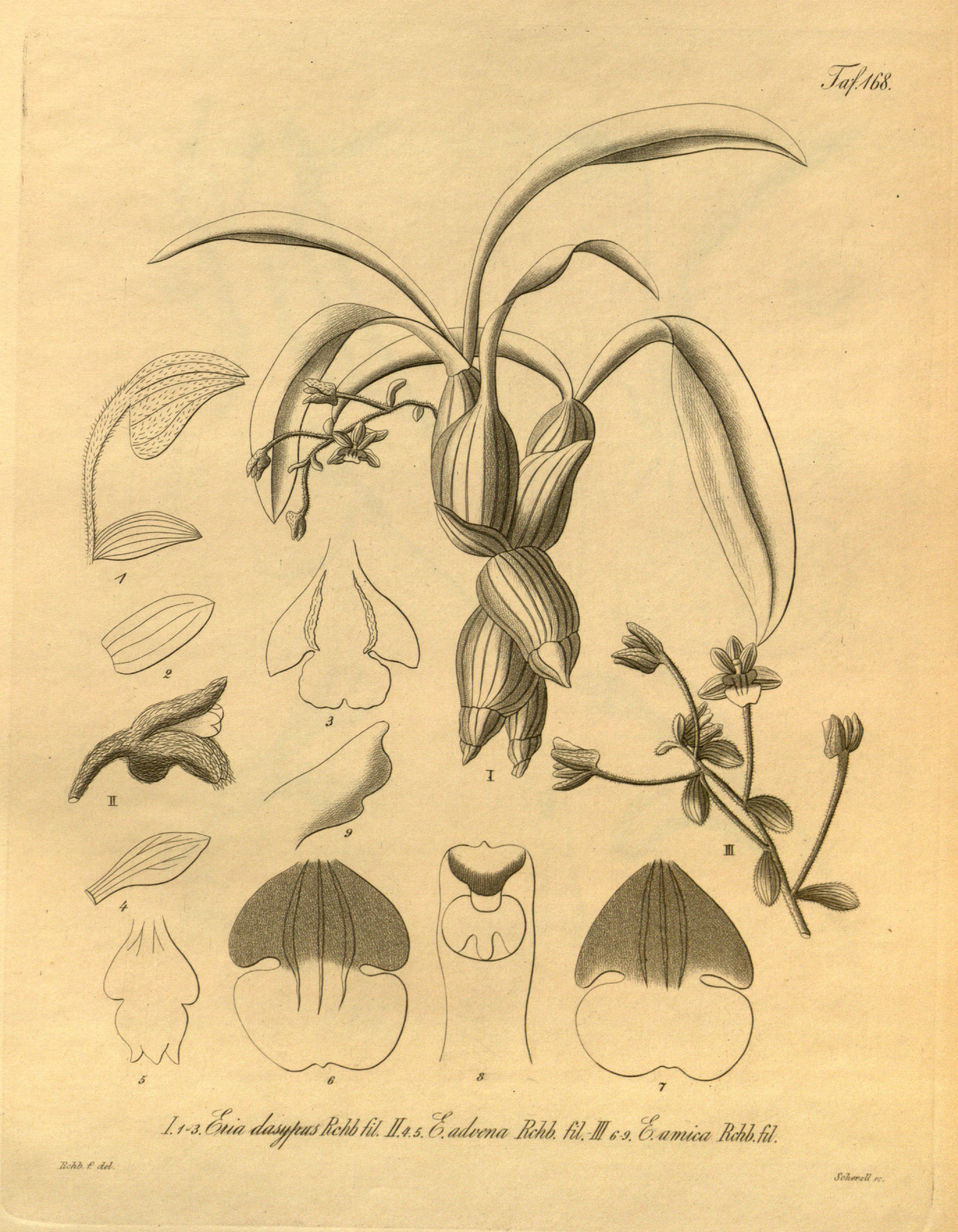
Ilustración

## Descripción
Es una orquídea de tamaño pequeño, de crecimiento cálido con hábitos epífitas con pseudobulbos algo cilíndricos a ovoides que se agrupan juntos y llevan 1 a 3 hojas, apicales, linear-lanceoladas, agudas, estrechándose gradualmente a continuación en la base peciolada. Florece en 1 a 3 inflorescencias erectas , axilares, de 7,5 a 10 cm de largo, con 5-12 flores que aparecen en la primavera con flores fragantes.

## Distribución y hábitat
Se encuentra en el Himalaya occidental, Assam en la India, el este de Himalaya, Nepal, Bután, Sikkim, Myanmar, Tailandia, Laos, Camboya, el sur de China y Vietnam en los viejos árboles en los bosques siempreverdes de tierras bajas y bosques de las tierras altas de los bosques nubosos primarios en elevaciones de 600 a 2200 metros. 

## Propiedades
Pinalia amica produce los frenatrenoides confusarina y confusaridina.

## Taxonomía
Pinalia amica fue descrita por (Rchb.f.) Kuntze y publicado en Revisio Generum Plantarum 2: 679. 1891.
Etimología
Pinalia: nombre genérico que se refiere a la forma de las hojas que es bulbosa.
amica: epíteto latino que significa "amiga, querida".
Sinonimia
- Eria amica Rchb.f.
- Eria andersonii Hook.f.
- Eria confusa Hook.f.
- Eria hypomelana Hayata
- Octomeria excavata Wall. ex Hook.f.
- Pinalia andersonii (Hook.f.) Kuntze
- Pinalia confusa (Hook.f.) Kuntze[4][5]